# Saint-Nectaire
Saint-Nectaire es una comuna francesa situada en el departamento de Puy-de-Dôme en la región de Auvernia.
Saint-Nectaire da su nombre al célebre queso saint-nectaire.

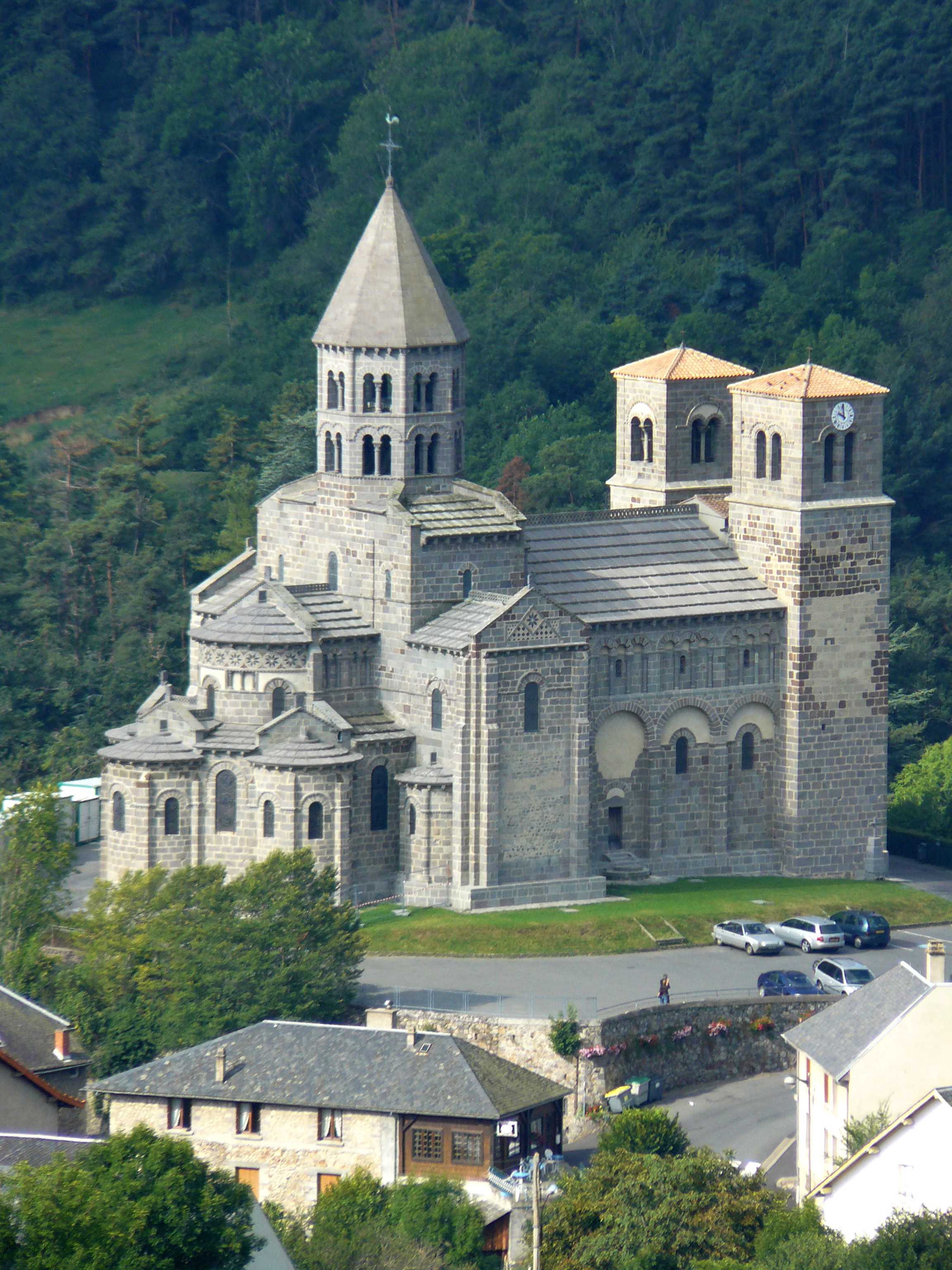
La iglesia de Saint-Nectaire.

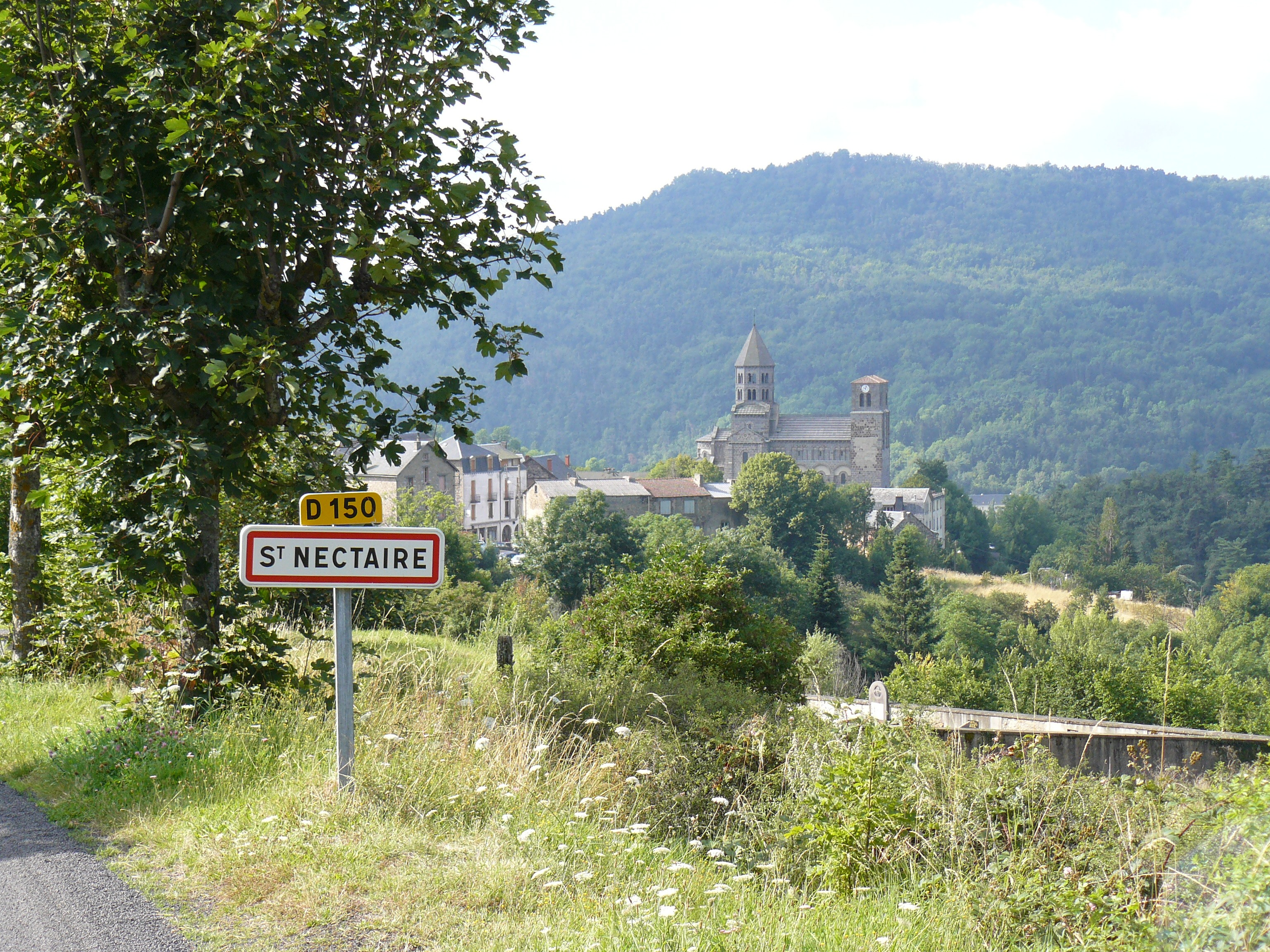
Saint-Nectaire.

## Geografía

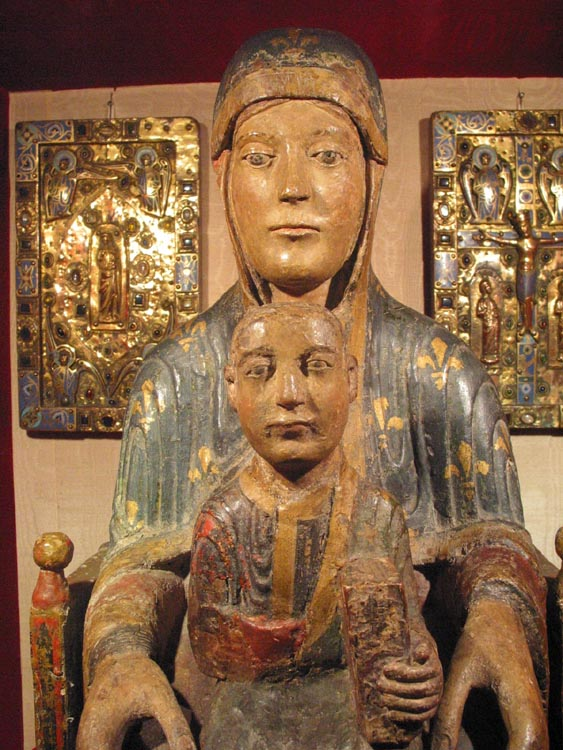
Virgen de Monte Cornadore

Saint-Nectaire está situada en el macizo de los Montes Dore, que forman parte del Parque natural regional de los Volcanes de Auvernia. La iglesia de Saint-Nectaire es de arquitectura románica

De hecho dos localidades reúnen el nombre de Saint-Nectaire:
Saint-Nectaire-le-Haut está situada al sur del monte Cornadore.
Saint-Nectaire-le-Bas es la villa termal y está situada alrededor de las fuentes termales.

## Administración
| Período              | Identidad         | Partido | Autoridad |
| -------------------- | ----------------- | ------- | --------- |
| marzo de 2001 - 2008 | Gérard Simon      |         |           |
| 2008 -               | Alphonse Bellonte |         |           |

## Demografía
| 832 | 783 | 678 | 645 | 664 | 675 |
| Para los censos de 1962 a 1999 la población legal corresponde a la población sin duplicidades (Fuente: INSEE [Consultar]) |     |     |     |     |     |